# فاسيليس كريستيديس
فاسيليس كريستيديس (باليونانية: Βασίλης Χρηστίδης)‏ مواليد 10 يوليو 1988 في سالونيك، هو لاعب كرة سلة يوناني. بدأ مسيرته الاحترافية في سنة 2016. يحمل الرقم 14. يبلغ طوله 6 قدم 10 بوصة (2.1 م). لعب مع نادي أريس لكرة السلة في الدوري اليوناني لكرة السلة، كما مثل منتخب اليونان.

## روابط خارجية
- فاسيليس كريستيديس على موقع الاتحاد الدولي لكرة السلة (الإنجليزية)
- فاسيليس كريستيديس على موقع كرة السلة الأوروبية.كوم (الإنجليزية)
- فاسيليس كريستيديس على موقع ريلجم (الإنجليزية)
- فاسيليس كريستيديس على موقع سبورتس رفرنس (الإنجليزية)